# داميان مارلي
داميان مارلي (بالإنجليزية: Damian Marley)‏ هو مغني جامايكي، ولد في 21 يوليو 1978 في كينغستون في جامايكا.

## وصلات خارجية
- الموقع الرسمي
- داميان مارلي على موقع IMDb (الإنجليزية)
- داميان مارلي على موقع ميوزك برينز (الإنجليزية)
- داميان مارلي على موقع رولينغ ستون (الإنجليزية)
- داميان مارلي على موقع إن إن دي بي (الإنجليزية)
- داميان مارلي على موقع أول ميوزيك (الإنجليزية)
- داميان مارلي على موقع ديسكوغز (الإنجليزية)
- داميان مارلي على موقع ديسكوغز (الإنجليزية)
- داميان مارلي على موقع قاعدة بيانات الفيلم (الإنجليزية)